# Secourt
Secourt là một xã trong vùng Grand Est, thuộc tỉnh Moselle, quận Metz-Campagne, tổng Verny. Tọa độ địa lý của xã là 48° 56' vĩ độ bắc, 06° 17' kinh độ đông. Secourt nằm trên độ cao trung bình là 262 mét trên mực nước biển, có điểm thấp nhất là 227 mét và điểm cao nhất là 281 mét. Xã có diện tích 7,31 km², dân số vào thời điểm 2005 là 194 người; mật độ dân số là 26,6 người/km².

## Thông tin nhân khẩu
| 1962 | 1968 | 1975 | 1982 | 1990 | 1999 |
| ---- | ---- | ---- | ---- | ---- | ---- |
| 156  | 163  | 168  | 165  | 160  | 185  |